# Ioamnet Quintero
Ioamnet Quintero Álvarez (* 8. September 1972 in Havanna) ist eine ehemalige kubanische Hochspringerin.
Die bekannteste kubanische Leichtathletin in dieser Disziplin war um 1990 Silvia Costa. 1991 gewann allerdings bei den Panamerikanischen Spielen die acht Jahre jüngere Ioamnet Quintero den Hochsprung. Nachdem Kuba 1984 und 1988 nicht an den Olympischen Spielen teilgenommen hatte, waren die Olympischen Spiele 1992 für beide die Premiere. Im Finale schied Costa mit 1,94 Meter aus und wurde Sechste. Ioamnet Quintero gewann mit 1,97 Meter Bronze hinter der deutschen Heike Henkel und der Rumänin Galina Astafei.
1993 wurde Ioamnet Quintero bei den Hallenweltmeisterschaften in Toronto Sechste mit 1,97 Meter, nachdem sie in der Hallensaison ihre Bestleistung auf 2,01 Meter gesteigert hatte. Anfang August sprang sie in Monaco dann auch im Freien über 2,00 Meter. Bei den Weltmeisterschaften in  Stuttgart gewann sie mit 1,99 Meter Gold vor Silvia Costa und der Österreicherin Sigrid Kirchmann. 14 Tage nach den Weltmeisterschaften beim Sportfest in Brüssel riss die Achillessehne von Ioamnet Quintero.
Nach ihrem Comeback sprang sie nie wieder so hoch wie 1993. Trotzdem gewann sie auch 1995 bei den Panamerikanischen Spielen. 1996 schied sie bei den Olympischen Spielen in der Qualifikation aus. Bei den Hallenweltmeisterschaften 1997 erreichte Quintero noch einmal Platz 5 mit 1,95 Meter.
Quintero ist 1,78 m groß und wog zu Wettkampfzeiten 62 kg.
Nach dem Ende ihrer aktiven Karriere arbeitete sie für den kubanischen Leichtathletik-Verband. Sie ist mit dem ehemaligen Hürdenläufer Pedro Luis Piñero verheiratet.